# San Vito sullo Ionio

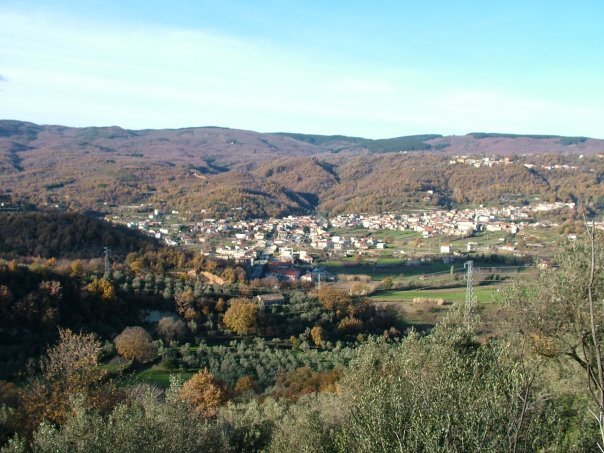
San Vito sullo Ionio

San Vito sullo Ionio ist eine italienische Gemeinde mit 1576 Einwohnern (Stand 31. Dezember 2023) in der Provinz Catanzaro, Region Kalabrien.
Das Gebiet der Gemeinde liegt auf einer Höhe von 404 Metern über dem Meeresspiegel und umfasst eine Fläche von 17 Quadratkilometern. Die Nachbargemeinden sind Capistrano (VV), Cenadi, Chiaravalle Centrale, Monterosso Calabro (VV), Olivadi, Petrizzi und Polia (VV). San Vito sullo Ionio liegt 46 Kilometer südwestlich von Catanzaro.
Gegründet wurde der Ort im 11. oder 12. Jahrhundert.
Der Bahnhof S. Vito sullo Jonio lag an der Schmalspurbahn Soverato–Chiaravalle Centrale.